# Georg Friedrich Grotefend
Georg Friedrich Grotefend (9 juin 1775 à Hannoversch Münden - 15 décembre 1853 à Hanovre) est un philologue allemand, spécialiste de l'antiquité. Il est à l'origine du déchiffrement de l'écriture cunéiforme.

## Biographie

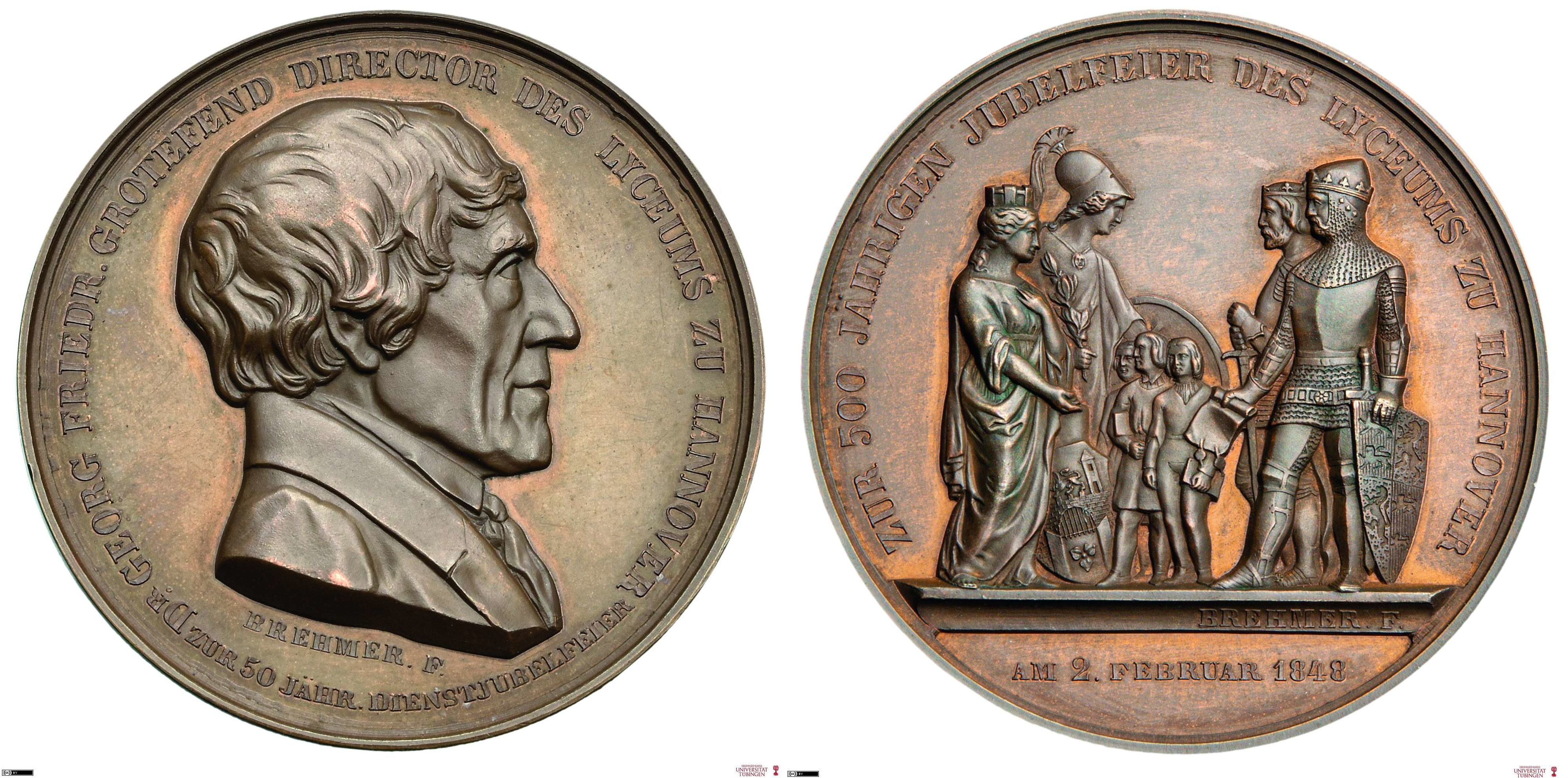
Médaille Georg Friedrich Grotefend 1848

Il fait ses études de philologie à l'université de Göttingen. En 1797, il devient un collaborateur de l'école municipale de Hannoversch Münden et en 1803 Prorektor de cette école. Il est ensuite nommé Konrektor au lycée Lessing de Francfort-sur-le-Main et enfin directeur du lycée de Hanovre en 1821.
En 1802, il réussit, en l'espace de quelques semaines seulement, à déchiffrer l'inscription perse de Behistun découverte et copiée en 1621. Au départ, il s'agissait d'un pari, dans lequel il prétendait qu'il était possible de déchiffrer un système d'écriture entièrement inconnu sans aide extérieure. Son plus grand mérite est de déchiffrer l'inscription cunéiforme de Persépolis que Carsten Niebuhr a copiée à Ninive lors de son grand voyage en Arabie. Suivent ensuite les écritures cunéiformes babylonienne et assyrienne.
En tant que professeur de grec ancien, Grotefend connait les noms des rois perses. Il réussit à identifier 10 signes de l'écriture cunéiforme perse en se basant sur les formes des noms telles qu'elles étaient transcrites dans l'Avesta. Il constate tout d'abord que les noms des rois indiqués dans le texte en sa possession ne peuvent être ni Cyrus ni Cambyse, car les deux commencent par le même son k, alors que le premier des signes est chaque fois différent. Il ne peut pas non plus s'agir de Cyrus ni d'Artaxerxès, car le premier est trop court et le second trop long. Il ne reste donc que Darius et Xerxès Ier. Ceci est par ailleurs corrélé par le fait que sur l'inscription, le fils (Darius) a le titre de roi, mais pas le père (Hystaspe).
Georg Friedrich Grotefend prend sa retraite en 1849 et meurt en 1853 à Hanovre. Sa tombe est située dans le cimetière de la Marienstraße à Hanovre. Il y a une médaille pour Grotefend.
Le lycée Grotefend-Gymnasium de Hann-Münden de sa ville natale porte son nom depuis 1976.

## Ouvrages
- Anfangsgründe der deutschen Prosodie (Gießen, 1815)
- Lateinische Grammatik (Frankfurt am Main, 1823 - 1824)
- Neue Beiträge zur Erläuterung der persepolitanischen Keilschrift (Hannover, 1837)
- Rudimenta linguae umbricae Hannover, 1835-1838)
- Rudimentae linguae oscae (Hannover, 1839)
- Zur Geschichte und Geschichte von Altitalien (Hannover, 1840-1842)

### Hommage
- Liane Jakob-Rost, Die Entzifferung der Keilschrift. Zum 200. Geburtstag von GF Grotefen (Le déchiffrement du cunéiforme : le 200e anniversaire de GF Grotefen), Staatliche Museen, Berlin, 1975